# John Latouche
John Latouche, nome completo John Patrick Digges Treville LaTouche, spesso citato come John Treville Latouche (Baltimora, 11 novembre 1914 – Calais, 7 agosto 1956), è stato un compositore, librettista e paroliere statunitense.

## Biografia
Pochi mesi dopo la nascita del piccolo John i genitori si trasferiscono a Richmond, nello stato della Virginia, in cerca di maggior fortuna economica.
Dopo pochi anni il padre lascia la famiglia, composta oltre che da John anche dal fratello minore Louis, aggravandone ulteriormente la situazione finanziaria (la madre trova un lavoro come stiratrice e riesce a mala pena a sbarcare il lunario).
John frequenta la scuola pubblica dove si diploma con il massimo dei voti, ottenendo così una piccola borsa di studio. Nel 1932 si trasferisce a New York per portare a termine la propria istruzione: frequenta per un anno la Riverdale Country School e per due anni la prestigiosa Columbia University. Malgrado non completi gli studi, il giovane LaTouche riesce a farsi notare e a collaborare a diverse piccole produzioni nel circuito dei teatro Off-Broadway scrivendo materiale soprattutto per riviste o commedie musicali.
Nel 1939 arriva per John la grande occasione: il Federal Theatre Project gli affida, in collaborazione con il cantante e musicista Earl Robinson, la stesura di un "inno alla democrazia americana" della durata di 13 minuti dal titolo Ballad for American, per il finale della rivista satirico-politica Sing for Your Supper.
Grazie al grande successo di critica e di pubblico gli si apriranno le porte di Broadway: nel 1940 collabora con il raffinatissimo musicista Vernon Duke per il musical Cabin in the Sky per cui scrive uno dei suoi più grandi successi: "Taking a Chance on Love".
Sei giorni dopo il debutto della commedia John sposa Theodora Griffs, la ricchissima figlia di Stanton Griffs, ex diplomatico e dirigente della Paramount. Il loro matrimonio, ovviamente di convenienza dato che sia John che Theodora erano omosessuali, durerà meno di quattro anni, ma i due rimarranno amici tutta la vita.
Sempre assieme a Vernon Duke. fra la fine del 1940 e i primi mesi del 1941 scrive le parole per due spettacoli che però non incontrano il favore del pubblico: Banjo Eyes (musical cucito addosso, a cominciare dal titolo, alla star di Broadway Eddy Cantor) e The Lady Comes Across (star vehicle per la deliziosa Jessie Matthews).
Con l'entrata dell'America nella seconda guerra mondiale LaTouche viene chiamato sotto le armi. Riprenderà a lavorare nel 1944 come paroliere per due operette di scarsissimo successo: Rhapsody (musica di Fritz Kreisler e libretto di Robert Russell Bennett) e Polonaise (adattamento delle musiche di Fryderyk Chopin su un improbabile libretto di Bronislaw Kaper).
Seguono tre importanti lavori, in cui gli viene permesso di scrivere anche il libretto, oltre che le liriche delle canzoni, che lo consacrano come uno dei più originali e brillanti autori dell'epoca: Beggar's Holiday (del 1946 su musica di Duke Ellington), una versione modernizzata di L'opera del mendicante di John Gay; Ballet Ballads (1948 musica di Jerome Moross), tre ballate scritte per accompagnare altrettanti elaborati balletti moderni; The Golden Apple (1954 sempre su musica di Jerome Moross), una rilettura dell'Iliade e dell'Odissea ambientata nell'America rurale degli inizi del Novecento, che si aggiudica il prestigioso New York Drama Critics Circle Award come miglior musical. Quest'ultima opera regala a LaTouche il suo ultimo grande successo commerciale: la canzone "Lazy Afternoon" (affidata originariamente ad una giovane ma già straordinaria Kaye Ballard).
Nel 1947 partecipa anche al film d'avanguardia Dreams That Money Can Buy di Hans Richter e Man Ray, scrivendo parole e musica per "The Girl With The Pre-fabricated Heart", una ballata di otto minuti incentrata sulla fantasiosa storia di una donna perfetta, assemblata in una catena di montaggio, che rifiuta di unirsi con un uomo anch'esso creato in fabbrica, per paura che la passione del loro amore possa sciogliere il suo corpo fatto di cera. La canzone è affidata alla magnifica voce di Libby Holman.
Nel 1952, John incontra il giovane poeta Kenward Elmslie, di cui si innamora.

Passerà con lui il resto della propria vita, vivendo apertamente la loro intensa relazione (che non impedisce a entrambi di concedersi spesso a brevi ma altrettanto intense relazioni "extraconiugali").

I due dividono prima un lussuoso appartamento a New York e poi una villetta nel Vermont.
Nel 1955 è la volta di The Vamp, una commedia musicale scritta per la grande Charol Channing (musiche di James Mundy). L'opera, una parodia del mondo del cinema durante l'età d'oro del muto, malgrado una brillante interpretazione della protagonista è un sonoro fiasco sia di pubblico che di critica.
Nel 1956 scrive il libretto per The Ballad of Baby Doe, un'opera lirica basata sulla vera storia d'amore fra il magnate dell'argento Horace Tabor e Baby Doe, una divorziata per cui Horace aveva abbandonato la moglie. Latouche viene chiamato a collaborare all'opera quasi all'ultimo momento, dopo che il musicista Douglas Moore aveva fatto licenziare il librettista Paul Green per "inconciliabili divergenze artistiche".

Malgrado i due non si andassero proprio a genio (l'utra-tradizionalista Moore considerava alquanto sconveniente il fatto che Latouche non nascondesse la propria omosessualità) il risultato della loro collaborazione è di altissimo livello: l'opera ottiene un incredibile successo di critica e trasforma la sua protagonista, una allora semisconosciuta Beverly Sills, in una vera e propria star.
Lo stesso anno, insieme a Richard Wilbur, partecipa alla rielaborazione dell'operetta Candide di Leonard Bernstein scrivendo le parole per un paio di nuove canzoni (fra cui "Ringaroundarosie", un'esilarante comedy song sulla sifilide).
Il 7 agosto, mentre lavora ad una nuova versione di The Ballad of Baby Doe, all'età di 41 anni Latouche muore, colpito da un infarto, nella sua casa a Calais nel Vermont. Viene sepolto nel cimitero della piccola cittadina, dove tuttora vive il suo compagno.

## Opere
- Walpurgis Eve (1928, commedia)
- Flair-Flair, the Idol of Paree (1935, musical)
- Ballad for Americans (1939, cantata)
- From Vienna (1939, musical)
- Cabin in the Sky (1940, musical)
- Banjo Eyes (1941, musical)
- The Lady Comes Across  (1942, musical)
- Rhapsody (1944, musical)
- Polonaise (1945, musical)
- Beggar's Holiday (1946, musical)
- Ballet Ballads (1948, musical)
- The Golden Apple (1954, musical)
- The Vamp (1955, musical)
- The Ballad of Baby Doe (1956, opera)
- Candide (1956, operetta)